# David Coste (Fabrikant)
David Johann Coste (* 24. September 1820 in Magdeburg; † 29. Mai 1880 ebenda) war ein deutscher Kaufmann, Fabrikant und Abgeordneter.
Coste Familie war Ende des 17. Jahrhunderts aus Frankreich geflohen und seitdem in Magdeburg ansässig. David Costes Vater, Samuel David Coste, war Eigentümer einer großen Seidenfärberei. Coste besuchte 1829 bis 1835 die Handels- und Gewerbeschule und machte dann eine kaufmännische Lehre bei der Zucker- und Kolonialwarenhandlung Eichel & Schmidt in Magdeburg. Nach der Ausbildung arbeitete er dort als Kommis und von 1844 bis 1848 als Reisender für die bedeutende Potsdamer Raffinerie L. Jacobs. 1847 gründete er gemeinsam mit dem Magdeburger Lorenz Lippert das Unternehmen Coste  & Lippert Zucker- und Kolonialwarenhandlung. Diese Firma übernahm 1860 gemeinsam mit dem Bankier und Stadtrat Gustav Bennewitz, unter Beteiligung des Gutsbesitzers Friedrich Schulze, die Zuckerfabrik in Biere. Gleichzeitig erwarb man die damit verbundenen landwirtschaftlichen Betriebe. Das neue Unternehmen firmierte bis 1875 unter dem Namen Bennewitz, Coste  & Comp. 1875 erfolgte eine Neuorganisation. Coste schied aus der Firma Coste  & Lippert aus, Bennewitz und Lippert schieden aus dem Unternehmen in Biere aus. Gemeinsam mit einem neuen Partner betrieb Coste nun das Unternehmen in Biere unter dem Namen Coste, Schulze & Diesing fort. 
Coste war seit 1855 Mitglied des Ältestenkollegium der Magdeburger Korporation der Kaufmannschaft, der heutigen IHK. Dort war er 1866 Dritter, 1867 Zweiter und von 1877 bis zu seinem Tod, als Nachfolger von Carl Deneke erster Vorsteher. Er setzte sich für die Einführung einer eigenen Gerichtsbarkeit in Handelssachen ein und bewirkte 1879 die Arbeitsaufnahme einer Magdeburger Handelsgerichtskammer. Er war stellvertretender Vorsitzender des Vereins der Rübenzuckerindustrie des Deutschen Reiches.
Coste, der politisch konservative Positionen vertrat, war seit 1853 insgesamt 27 Jahre lang Mitglied der Stadtverordnetenversammlung. Daneben war er Abgeordneter im Provinziallandtag der Provinz Sachsen. Er war mehrfach Vorsitzender bzw. Stellvertreter von Verwaltungsräten Magdeburger Gesellschaften und Presbyter der Französisch-Reformierten Gemeinde.
1868 wurde er zum Königlichen Kommerzienrat und 1880 zum Geheimrat ernannt.